# Африка (фрегат, 1768)
«Африка» — парусный фрегат Балтийского флота Российской империи, участник русско-турецкой войны 1768—1774 годов.

## Описание фрегата
Представитель серии парусных 32-пушечных деревянных фрегатов типа «Гектор». Всего в рамках серии было построено 16 судов этого типа. Длина фрегатов составляла 36 метров, ширина — 9,6 метра, а осадка — 4,27—4,3 метра. Вооружение судов состояло из 32-х орудий, а экипаж — из 200 человек.

## История службы
Фрегат «Африка» был заложен на Соломбальской верфи 17 (28) февраля 1764 года и после спуска на воду 13 (24) мая 1768 года вошёл в состав Балтийского Флота России. Строительство вели корабельный мастер майорского ранга В. А. Селянинов и кораблестроитель по фамилии Давыдов. С июля по сентябрь того же года совершил переход из Архангельска в Кронштадт.
В июне и июле 1769 года выходил в крейсерские плавания в Финский залив в составе эскадры кораблей Балтийского флота. 
Принимал участие в русско-турецкой войне 1768—1774 годов. Был включён во Вторую Архипелагскую эскадру контр-адмирала Д. Эльфинстона, в составе которой 9 (20) октября 1769 года вышел из Кронштадта. Корабли эскадры прошли по маршруту Копенгаген — Портсмут — Гибралтар —остров Сицилия и 11 (22) мая 1770 года прибыли в Колокинфский залив, где у порта Рупино высадили десант доставленных из России войск.
16 (27) мая принимал участие в атаке русской эскадры на турецкий флот в районе залива Наполи-ди-Романья, однако турецкие корабли не приняли бой и отошли в залив под прикрытие береговых батарей. 17 (28) мая также принимал участие в повторной атаке эскадры на турецкие корабли, однако они вновь укрылись в бухте. После этого эскадра контр-адмирала Д. Эльфинстона, ушла от Наполи-ди-Романья и 22 мая (2 июня) объединилась с эскадрой адмирала Г. А. Спиридова. Объединённая эскадра вернулась к Наполи-ди-Романья, однако, не обнаружив там турецкого флота, ушла в Архипелаг на его поиски. 23 июня (4 июля) турецкие корабли были обнаружены и 24 июня (5 июля) фрегат в составе объединённой эскадры принял участие в Хиосском сражении. В ночь на 26 июня (7 июля) в составе отряда под командованием контр-адмирала С. К. Грейга принимал участие в Чесменском сражении, вёл огонь по турецким кораблям и береговым батареям.
С июля по декабрь того же года выходил в крейсерские плавания к проливу Дарданеллы в составе Второй архипелагской эскадры, в том числе с 14 (25) и 16 (27) июля — в перестрелке с турецкими береговыми батареями.
С декабря 1770 года по февраль 1772 года фрегат находился в составе отряда, который выходил в крейсерские плавания к острову Патмос, обеспечивая тем самым морскую блокаду турецких берегов. С сентября 1772 года по март 1773 года выходил в крейсерские плавания у Дарданелл, при этом 24 октября (4 ноября) 1772 в составе отряда С. К. Грейга принимал участие в высадке десантов у крепости Чесма и подавлении её береговых батарей артиллерийским огнём. С мая по декабрь 1773 года участвовал в крейсерских плаваниях в Архипелаге. В кампанию следующего 1774 года с февраля по август принимал участие в блокаде пролива Дарданеллы.
С марта по май 1775 года также выходил в крейсерские плавания в Архипелаг. С 21 мая (1 июня) по 28 июня (9 июля) того же года сопровождал от Аузы до Дарданелл 16-пушечный фрегат «Победа» с греческими переселенцами на борту, который шёл в Чёрное море под торговым флагом. После этого пришёл в Порт-Магон, где был включён в эскадру вице-адмирала А. В. Елманова. Корабли эскадры 15 (26) августа 1775 года покинули Порт-Магон и, пройдя по маршруту Гибралтар — Портсмут — Копенгаген, 18 (29) октября прибыли в Ревель.
7 (18) июля 1776 года фрегат «Африка» принимал участие в Высочайшем смотре судов Архипелагских эскадр на Кронштадтском рейде. В том же году в составе эскадры вице-адмирала С. К. Грейга принимал участие в плавании у Красной Горки.
С 1777 по 1789 год находился в Кронштадтской гавани, а в 1790 году был разобран.

## Командиры фрегата
Командирами фрегата «Африка» в разное время служили:
- капитан-лейтенант Н. В. Толбузин (1768 год)[9];
- капитан-лейтенант, затем капитан 2-го ранга М. Клеопин (1769—1772 годы)[10];
- капитан-лейтенант, затем капитан 2-го ранга Е. С. Извеков (1772—1773 годы)[11];
- капитан 2-го ранга И. М. Перепечин (1774—1776 годы)[12].

### Комментарии
1. ↑  Также в серию входили фрегаты «Гектор», «Воин», «Кавалер», «Меркуриус», «Аполлон», «Селафаил», «Ягудиил», «Архангел Михаил», «Крейсер», «Вахмейстер», «Россия», «Святой Михаил», «Святой Сергий», «Гремящий» и «Надежда».
2. ↑  118 футов.
3. ↑  31 фут 6 дюймов.
4. ↑  14 футов.